# Cerkiew Narodzenia Matki Bożej w Prehoryłem

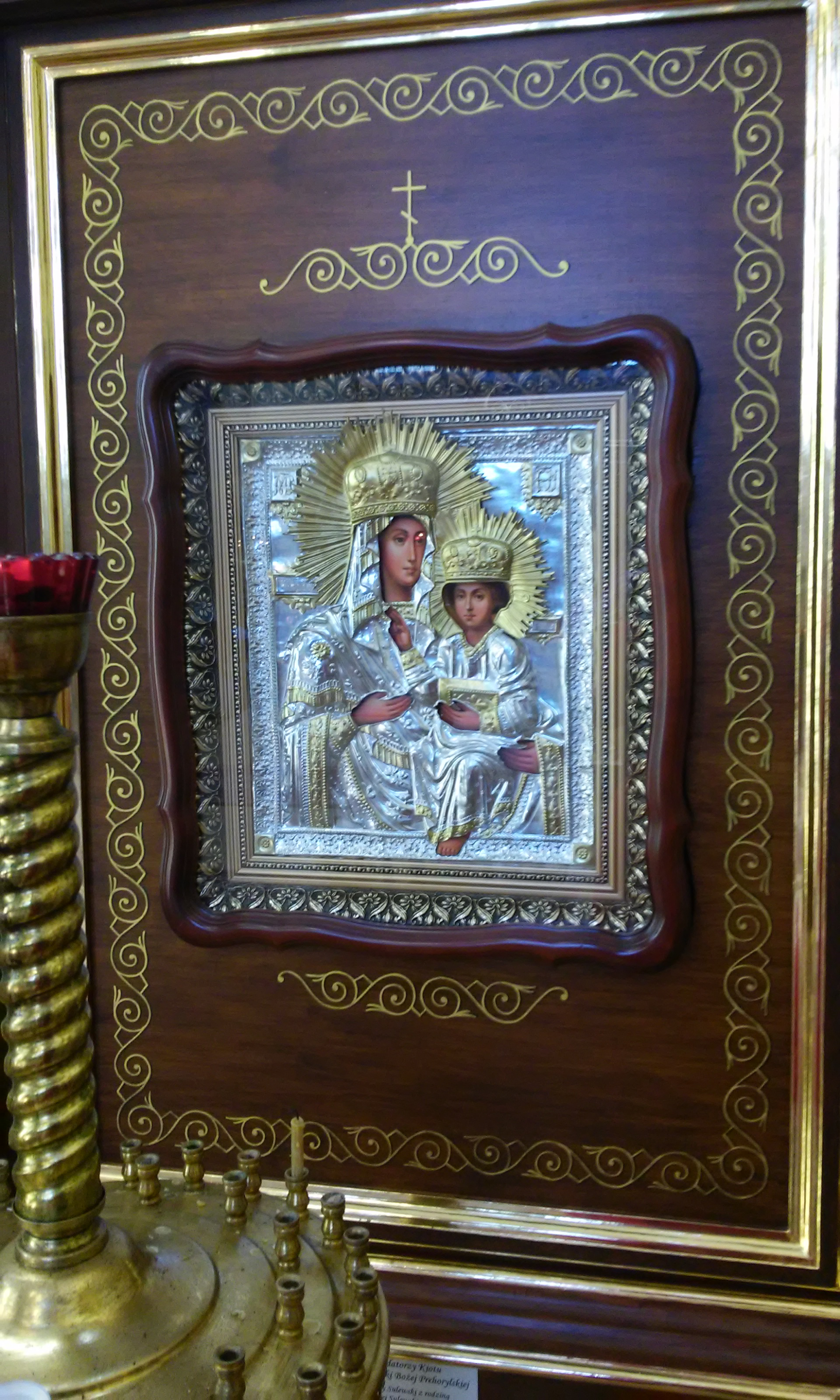
Kopia Prehoryłskiej Ikony Matki Bożej z cerkwi w Hrubieszowie

Cerkiew Narodzenia Matki Bożej – prawosławna, następnie unicka i ponownie prawosławna świątynia w Prehoryłem, wzniesiona w XVII w. i zburzona w 1938 w czasie akcji polonizacyjno-rewindykacyjnej. 

## Historia
Cerkiew w Prehoryłem istniała już w 1632, gdy przeniesiono do niej ikonę, uważaną za cudowną. Prehoryłe zamieszkiwała niemal w całości ludność prawosławna, mimo postępów unii w regionie. W późniejszym okresie parafia w Prehoryłem przyjęła jednak unię. Cerkiew ponownie stała się świątynią prawosławną w 1875, wskutek kasaty unickiej diecezji chełmskiej przez władze rosyjskie. Prehoryłska Ikona Matki Bożej, wariant Ikony Matki Bożej „Życiodajne Źródło”, była otaczana kultem nie tylko przez miejscową ludność prawosławną, ale i katolików obrządku łacińskiego. W 1932 pięć tysięcy wiernych, w tym przybysze z Wołynia, wzięło udział w uroczystościach trzystu lat kultu wizerunku w cerkwi w Prehoryłem. W 1937 z Prehoryłskiej Ikony Matki Bożej miał w nadprzyrodzony sposób wydzielać się wonny olej o cudotwórczych właściwościach. 
8 lipca 1938 cerkiew w Prehoryłem została zniszczona w ramach akcji polonizacyjno-rewindykacyjnej na ziemi chełmskiej, trzeciej fazy akcji rewindykacji cerkwi prawosławnych w II Rzeczypospolitej. Według relacji świadków burzący cerkiew przerwali odprawiane w niej nabożeństwo i wyrzucili cudowną ikonę ze świątyni. Zgromadzona ludność próbowała ratować inne elementy wyposażenia. Ikonę przeniesiono do cerkwi w Szychowicach. Jej dalsze losy są nieznane. Prawosławni mieszkańcy Prehoryłego odbudowali cerkiew w 1943, wykorzystując materiał z rozebranej synagogi w Kryłowie. Budynek ten przetrwał do 1950, gdy jako nieużytkowany (po wysiedleniach prawosławnych Ukraińców) i opuszczony został rozebrany. O jej istnieniu przypomina od 2009 tablica przygotowana przez wolontariuszy pracujących w ramach zespołu „Cmentarze Pogranicza”, położona w sąsiedztwie cmentarza unickiego w Prehoryłem.